# Kombinacja liniowa
Kombinacja liniowa – jedno z podstawowych pojęć algebry liniowej i powiązanych z nią działów matematyki.

## Definicja
Niech {\displaystyle V} będzie przestrzenią liniową nad ciałem {\displaystyle K.} Niech {\displaystyle x_{1},\dots ,x_{n}} będzie skończonym układem wektorów przestrzeni {\displaystyle V} i niech {\displaystyle \alpha _{1},\dots ,\alpha _{n}} będzie skończonym układem skalarów ciała {\displaystyle K.}
Kombinacją liniową układu wektorów {\displaystyle x_{1},\dots ,x_{n}} o współczynnikach {\displaystyle \alpha _{1},\dots ,\alpha _{n}} nazywa się wektor:
{\displaystyle x=\sum _{i=1}^{n}\alpha _{i}x_{i}=\alpha _{1}x_{1}+\ldots +\alpha _{n}x_{n}}.
O wektorze {\displaystyle x} mówi się również, że wyraża się liniowo przez układ {\displaystyle x_{1},\dots ,x_{n}}.
Uwaga
Określenie skończony układ wektorów można rozumieć jako skończony zbiór wektorów, jednak ze względu na iteracyjny charakter pojęcia, wygodnie jest również traktować go jako układ indeksowany wektorów {\displaystyle (x_{i})_{i=1}^{n},} czyli po prostu jako ciąg.
Pojęcie liniowej kombinacji można uogólnić na dowolne, niekoniecznie skończone zbiory (układy) wektorów.
Niech {\displaystyle (x_{i})_{i\in I}} będzie dowolnym układem wektorów przestrzeni {\displaystyle V} i niech {\displaystyle (\alpha _{i})_{i\in I}} będzie układem skalarów ciała {\displaystyle K,} przy czym {\displaystyle \alpha _{i}\neq 0} dla skończonej ilości wskaźników {\displaystyle i\in I.}
Kombinacją liniową układu wektorów {\displaystyle (x_{i})_{i\in I}} o współczynnikach {\displaystyle (\alpha _{i})_{i\in I}} nazywa się wektor:
{\displaystyle x=\sum _{i\in I}\alpha _{i}x_{i}}

## Przykłady

### Wektory w przestrzeni euklidesowej
Niech {\displaystyle K} będzie ciałem {\displaystyle \mathbb {R} } liczb rzeczywistych, a przestrzeń liniowa {\displaystyle V} będzie przestrzenią euklidesową {\displaystyle \mathbb {R} ^{3}.} Rozpatrzmy wektory
{\displaystyle \mathbf {e_{1}} :=(1,0,0),\;\mathbf {e_{2}} :=(0,1,0)} oraz {\displaystyle \mathbf {e_{3}} :=(0,0,1).}
Wówczas dowolny wektor z {\displaystyle \mathbb {R} ^{3}} jest kombinacją liniową wektorów {\displaystyle \mathbf {e_{1},e_{2},e_{3}} .}
Aby się o tym przekonać, należy wziąć dowolny wektor {\displaystyle (a_{1},a_{2},a_{3})} z {\displaystyle \mathbb {R} ^{3};} wtedy:
{\displaystyle {\begin{aligned}(a_{1},a_{2},a_{3})&=(a_{1},0,0)+(0,a_{2},0)+(0,0,a_{3})\\&=a_{1}(1,0,0)+a_{2}(0,1,0)+a_{3}(0,0,1)\\&=a_{1}\mathbf {e_{1}} +a_{2}\mathbf {e_{2}} +a_{3}\mathbf {e_{3}} .\end{aligned}}}

### Funkcje
Niech {\displaystyle V} będzie przestrzenią rzeczywistych funkcji ciągłych o wartościach zespolonych {\displaystyle C(\mathbb {R} ,\mathbb {C} ).}
Rozważmy wektory (funkcje) {\displaystyle f,g} określone wzorami
{\displaystyle f(t):=e^{it},\quad g(t):=e^{-it},}
gdzie {\displaystyle e} jest podstawą logarytmu naturalnego, a {\displaystyle i} to jednostka urojona.
Niektóre z kombinacji liniowych {\displaystyle f} oraz {\displaystyle g} mają postać:
{\displaystyle \cosh t={\tfrac {1}{2}}e^{it}+{\tfrac {1}{2}}e^{-it},}
{\displaystyle 2\sin t=-ie^{it}+ie^{-it}.}
Z drugiej strony funkcja stała równa {\displaystyle 3} nie jest kombinacją liniową {\displaystyle f} i {\displaystyle g.}
Rzeczywiście, gdyby była, to dla pewnych skalarów zespolonych {\displaystyle a,b} byłoby:
{\displaystyle ae^{it}-be^{-it}=3}
dla wszystkich liczb rzeczywistych {\displaystyle t.} Ale podstawienia {\displaystyle t=0} i {\displaystyle t=\pi } dają równania {\displaystyle a+b=3} oraz {\displaystyle a+b=-3,} co prowadzi do sprzeczności.

### Wielomiany
Niech {\displaystyle K} będzie dowolnym ciałem, a {\displaystyle V} będzie zbiorem wszystkich wielomianów o współczynnikach z tego ciała. Rozważmy wektory (wielomiany):
{\displaystyle p_{1}:=1,\quad p_{2}:=x+1,\quad p_{3}:=x^{2}+x+1.}
Przypuśćmy, że wielomian {\displaystyle x^{2}-1} jest kombinacją liniową {\displaystyle p_{1},p_{2},p_{3}} tzn.:
{\displaystyle x^{2}-1=a_{1}(1)+a_{2}(x+1)+a_{3}(x^{2}+x+1)}
W celu znalezienia wartości współczynników {\displaystyle a_{1},a_{2},a_{3}} wymnożyć wielomiany przez te współczynniki i zgrupować wg potęg {\displaystyle x{:}}
{\displaystyle 1x^{2}+0x+(-1)=a_{3}x^{2}+(a_{2}+a_{3})x+(a_{1}+a_{2}+a_{3}).}
Dwa wielomiany są równe wtedy i tylko wtedy, gdy odpowiadające sobie w nich współczynniki są sobie równe, a więc
{\displaystyle a_{3}=1,\quad a_{2}+a_{3}=0,\quad a_{1}+a_{2}+a_{3}=-1.}
Jedynym rozwiązaniem tego układu równań liniowych jest trójka
{\displaystyle a_{1}=-1,\quad a_{2}=-1,\quad a_{3}=1.}
Stąd jest to jedyny możliwy sposób uzyskania kombinacji liniowej za pomocą tych współczynników.
Z kolei przypuszczenie, że wielomian {\displaystyle x^{3}-1} jest kombinacją liniową {\displaystyle p_{1},p_{2},p_{3}} prowadzi do równości:
{\displaystyle 1x^{3}+0x^{2}+0x+(-1)=0x^{3}+a_{3}x^{2}+(a_{2}+a_{3})x+(a_{1}+a_{2}+a_{3}).}
W tym przypadku przyrównanie odpowiadających sobie współczynników daje fałszywą równość
{\displaystyle 0=1.}
Stąd nie można przedstawić {\displaystyle x^{3}-1} jako kombinacji liniowej wektorów {\displaystyle p_{1},p_{2},p_{3}.}

## Liniowa niezależność
Jeżeli {\displaystyle S} jest układem wektorów liniowo niezależnych i rozpina całą przestrzeń {\displaystyle V,} to nazywa się go bazą tej przestrzeni.

## Kombinacje afiniczne, stożkowe i wypukłe
Można zdefiniować inne powiązane z kombinacją liniową pojęcia poprzez narzucenie ograniczeń na współczynniki kombinacji liniowej: kombinację afiniczną, kombinację stożkową, kombinację wypukłą i związane z nimi pojęcia zbiorów zamkniętych ze względu na te operacje.
| Rodzaj kombinacji    | Ograniczenia na współczynniki                                      | Nazwa zbioru            | Model przestrzeni                |
| -------------------- | ------------------------------------------------------------------ | ----------------------- | -------------------------------- |
| Kombinacja liniowa   | brak                                                               | podprzestrzeń liniowa   | {\displaystyle \mathbb {R} ^{n}} |
| Kombinacja afiniczna | {\displaystyle \sum a_{i}=1}                                       | podprzestrzeń afiniczna | hiperpłaszczyzna afiniczna       |
| Kombinacja stożkowa  | {\displaystyle a_{i}\geqslant 0}                                   | stożek wypukły          | ćwiartka/oktant                  |
| Kombinacja wypukła   | {\displaystyle a_{i}\geqslant 0} oraz {\displaystyle \sum a_{i}=1} | zbiór wypukły           | sympleks                         |
Ponieważ powyższe są działaniami bardziej ograniczającymi, to dawać będą one więcej zbiorów zamkniętych ze względu na nie, stąd podzbiory afiniczne, stożki wypukłe i zbiory wypukłe są uogólnieniami podprzestrzeni liniowych: podprzestrzeń liniowa jest zarazem podprzestrzenią afiniczną, stożkiem afinicznym i zbiorem wypukłym, ale zbiór wypukły nie musi być podprzestrzenią liniową, afiniczną lub stożkiem wypukłym.
Pojęcia te pojawiają się często, jeżeli możliwe jest wybranie określonej, lecz nie dowolnej, kombinacji liniowej obiektów: przykładowo rozkłady prawdopodobieństwa są zamknięte ze względu na kombinacje wypukłe (tworzą zbiór wypukły), ale nie są ze względu na kombinacje stożkowe, czy afiniczne (czy liniowe), a miary dodatnie są zamknięte ze względu na kombinacje stożkowe, ale nie kombinacje afiniczne, czy liniowe – stąd miary ze znakiem definiuje się jako liniowe domknięcie.
Kombinacje liniowe i afiniczne mogą być zdefiniowane nad dowolnym ciałem (czy pierścieniem), ale kombinacje stożkowe i wypukłe wymagają pojęcia „dodatniości” i dlatego mogą być zdefiniowane tylko nad ciałem uporządkowanym (lub pierścieniem uporządkowanym), zwykle nad liczbami rzeczywistymi.
Jeżeli dopuści się wyłącznie mnożenie przez skalar, lecz nie dodawanie wektorów, otrzymuje się (niekoniecznie wypukły) stożek; często zawęża się definicję poprzez ograniczenie do mnożenia przez skalary dodatnie.
Wszystkie te pojęcia są zwykle definiowane jako podzbiory danej przestrzeni liniowej (z wyjątkiem przestrzeni afinicznych, które uważa się za „przestrzenie liniowe bez początku”), a nie poprzez ich niezależną aksjomatyzację.